# 터너 클래식 무비
터너 클래식 무비(Turner Classic Movies)는 워너 브라더스 디스커버리의 운영하는 클래식 영화 전문 채널이다. 미국, 영국 & 아일랜드, 아시아에서 전개하고 있다. 주로 워너와 유니버설, 파라마운트, 20세기 폭스, 디즈니, 콜롬비아의 영화 작품을 방송한다. AMC와 폭스 무비 채널과 달리 와이드 스크린이나 전체 화면에서 방송된다.